# Il ponte dell'amore
Il ponte dell'amore (Lucky Partners) è un film statunitense del 1940 diretto da Lewis Milestone.
Il film è basato sul film francese Bonne chance! (1935) diretto da Sacha Guitry.